# Fred Tanner
Fred Tanner (* 12. September 1920 in Rüschlikon, Schweiz als Gottfried Tanner; † 27. Oktober 1982 in Zürich) war ein Schweizer Schauspieler.

## Leben
Tanner, laut seinem Förderer Leopold Lindtberg «ein sanfter Riese von poetischer Gestalt», erhielt ab 1941 seine Schauspielausbildung am Bühnenstudio Zürich, die er 1944 abschloss. Gleich zu Beginn stand er mit dem Reeta Stauffacher in Lindtbergs Landammann Stauffacher erstmals vor der Kamera. Ein Jahr später, 1942, überantwortete ihm Lindtberg den wichtigen Part des Pfannenstiel in seiner Kinoinszenierung Der Schuss von der Kanzel. Es folgten tragende Nebenrollen in einer Reihe von weiteren bekannten Schweizer Filmen, darunter Lindtbergs Marie-Louise und Swiss Tour, Luigi Comencinis berühmte Heidi-Version von 1952, wo er wie in der Fortsetzung von 1954, Franz Schnyders Heidi und Peter, den Pfarrer spielte, sowie eine Reihe von weiteren Schnyder-Inszenierungen, darunter Der 10. Mai, die beiden Anne-Bäbi-Jowäger-Filme Anne Bäbi Jowäger – I. Teil: Wie Jakobli zu einer Frau kommt und Anne Bäbi Jowäger – II. Teil: Jakobli und Meyeli, Der Sittlichkeitsverbrecher, Geld und Geist und schliesslich 1967 Die sechs Kummerbuben.
Das Hauptaugenmerk seiner Karriere legte Tanner jedoch auf seine Arbeit an der Bühne, wo er unter Lindtberg beinah durchgehend (von 1941 bis 1944, von 1954 bis 1957 und von 1959 bis 1980) dem Ensemble des Schauspielhauses Zürich angehören sollte. Die Zürich-freie Zeit spielte Tanner an Bühnen in Basel, Bern und St. Gallen, von 1957 bis 1959 führte ihn auch eine Verpflichtung ins Ausland, an das Landestheater Darmstadt.
Neben Lindtberg besetzten ihn auch so bedeutende Regisseure wie Oskar Wälterlin, Heinz Hilpert, Giorgio Strehler und Kurt Hirschfeld. Seine grössten Erfolge in modernen Stücken feierte Tanner 1946 mit dem Oderbruch in der Uraufführung von Carl Zuckmayers Des Teufels General, 1948 mit dem Rothaarigen in der Uraufführung von Bertolt Brechts Herr Puntila und sein Knecht Matti, 1954 mit dem Lucky in Samuel Becketts Warten auf Godot, mit dem Beckmann in Wolfgang Borcherts Draußen vor der Tür, mit dem Kraler in der Spielzeit 1956/57 in Das Tagebuch der Anne Frank und 1960 mit dem Werner in Jean-Paul Sartres Die Eingeschlossenen. Darüber hinaus fand Fred Tanner auch Beschäftigung beim Fernsehen. In den 1960er Jahren wirkte er überdies als Lehrer an der Schauspielakademie Zürich. Er fand auf dem Friedhof Witikon seine letzte Ruhestätte.

## Filmografie
- 1941: Landammann Stauffacher
- 1942: Der Schuss von der Kanzel
- 1943: Marie-Louise
- 1948: Familie M
- 1949: Swiss Tour
- 1952: Heidi
- 1953: Familie M junior
- 1953: Die vertagte Hochzeitsnacht
- 1955: Heidi und Peter
- 1956: Das Lied der Heimat (Zwischen uns die Berge)
- 1957: Die Angst vor der Gewalt (Der 10. Mai)
- 1957: Taxichauffeur Bänz
- 1957: Konditorei Zürrer (Bäckerei Zürrer)
- 1959: Hinter den sieben Gleisen
- 1960: Anne Bäbi Jowäger
- 1960: Jakobli und Meyeli
- 1961: Die Schatten werden länger
- 1962: Es Dach überem Chopf
- 1962: Fuhrmann Henschel (Fernsehfilm)
- 1962: Der Sittlichkeitsverbrecher
- 1963: Eine Dummheit macht auch der Gescheiteste (Fernsehfilm)
- 1964: Menschen der Berge (Geld und Geist)
- 1965: Gsetz isch Gsetz (Fernsehfilm)
- 1965: En Tote im Lift (Fernsehfilm)
- 1966: Angeklagt nach § 218 (Der Arzt stellt fest…)
- 1968: Die sechs Kummerbuben
- 1968: Kraft des Gesetzes (Fernsehfilm)
- 1971: Recht oder Unrecht: Der Fall Hetzel (zweiteiliger Fernsehfilm)
- 1972: Hannibal
- 1973: Die Tausender-Reportage (Fernsehserie, zwei Folgen)
- 1974: Konfrontation